# ميغيل أنخيل لوبيز
ميغيل أنخيل لوبيز (25 مارس 1997 في كوبا - ) هو لاعب كرة طائرة كوبا في مركز ضارب خارجي ‏. شارك في الكرة الطائرة في الألعاب الأولمبية الصيفية 2016.

## وصلات خارجية
- ميغيل أنخيل لوبيز على موقع عالم الكرة الطائرة (الإنجليزية)
- ميغيل أنخيل لوبيز على موقع اللجنة الأولمبية الدولية (الإنجليزية)
- ميغيل أنخيل لوبيز على موقع أوليمبيديا (الإنجليزية)